# Allativ
Allativ är ett kasus i nominas deklination och det räknas som ett yttre lokalkasus. 
Allativen betecknar det vartill någonting tillkommer eller varpå någonting lägges. I svenskan uttrycks allativrelationen vanligtvis genom att prepositionen "på" eller "till" ställs framför det aktuella ordet. Exempel: Jag lägger nycklarna på bordet (på finska Laitan avaimet pöydälle) eller Jag ska gå till bilen (menen autolle).

## Allativändelser
Finska: -lle

## Finska
Utöver "rörelse mot/till/på" kan kasus allativ i finska även användas i betydelsen "åt (någon)" (liknar därvid dativ i andra språk).
Exempel:
- Rörelse mot/till/på: Kirja putosi lattialle - Boken föll till/på golvet
- Åt: Annan lahjan vaimolleni - Jag ger en present åt min fru[2]
- Finskans verb anses uttrycka rörelse: Te unohditte harjan pihalle - Ni glömde kvar borsten på gården och Hän jäi jäljelle - Han blev efter[3]